# 音楽に関する記念日
本項は音楽に関する記念日の一覧である。

## 1月
- - 1月8日 - イヤホンの日
  - 1月19日 - カラオケの日（1946年1月19日にNHKラジオでNHKのど自慢が放送開始されたことから[1]。）
  - 1月22日 - ジャズの日

## 2月
- - 2月8日 - ロカビリーの日
  - 2月22日 - ヘッドホンの日

## 3月
- - 3月1日 - 行進曲の日（3月を表すMarchと行進曲を表すMarchの綴りが同じであることから[2]。）
  - 3月3日 - 耳の日
  - 3月9日 - レコード針の日
  - 3月19日 - ミュージックの日
  - 3月20日 - LPレコードの日
  - 3月26日 - カチューシャの歌 の日
  - 3月31日 - オーケストラの日

## 4月
- - 4月4日 - ピアノ調律の日
  - 4月30日 - International Jazz Day

## 5月
- - 5月4日 - 音楽の日

## 6月
- - 6月1日 - ソロ・ギターの日
  - 6月6日 - 補聴器の日・邦楽の日・楽器の日
  - 6月9日 - ロックの日
  - 6月24日 - ドレミの日

## 7月
- - 7月1日 - 童謡の日
  - 7月6日 - ピアノの日
  - 7月18日 - カナデルチカラの日
  - 7月31日 - 蓄音機の日

## 8月
- - 8月8日 - 鍵盤の日
  - 8月23日 - ウクレレの日
  - 8月28日 - ヴァイオリンの日

## 9月
- - 9月4日 - クラシック音楽の日
  - 9月7日 - CMソングの日

## 10月
- - 10月1日 - 国際音楽の日
  - 10月5日 - 音楽芸術の日
  - 10月10日 - ドラムの日
  - 10月17日 - カラオケ文化の日

## 11月
- - 11月3日 - レコードの日
  - 11月11日 - ベースの日
  - 11月18日 - 音楽著作権の日
  - 11月24日 - オペラ記念日

## 12月
- - 12月6日 - 音の日
  - 12月11日 - タンゴの日
  - 12月28日 - ディスクジョッキーの日
  - 12月29日 - シャンソンの日